# Agent 327
Agent 327 is een Nederlandse stripreeks door Martin Lodewijk. Het is een humoristische reeks die draait rond Hendrik IJzerbroot, alias Agent 327, die werkt als geheim agent voor de Nederlandse Geheime Dienst. De albums worden 'Dossier' genoemd.

## Hendrik IJzerbroot, alias Agent 327
Hendrik IJzerbroot: held, slim, snel, goed in vechtsporten en snelle reflexen. Hij woonde als klein jongetje in Rotterdam, Feijenoord, waar zijn moeder (later weduwe) een snoepwinkeltje had op de Nijverheidstraat 38a. Hij komt af en toe nog eens in zijn oude buurt, zoals in het dossier Hotel New York.
Als IJzerbroot tijdens zijn studie in de Tweede Wereldoorlog zit ondergedoken in de molen van zijn oom Harm, komt hij per toeval in contact met het Nederlandse verzet, waar de chef op dat moment de baas is. In een aantal dossiers wordt naar dit contact verwezen, voor het eerst in Dossier Leeuwenkuil. In De vlucht van vroeger wordt duidelijk hoe IJzerbroot in 1948 geheim agent 327 wordt, toentertijd de eerste en enige agent van de Nederlandse geheime dienst.
Lodewijk baseerde het uiterlijk van Hendrik IJzerbroot op dat van Peter Gunn. Hoewel ieder nieuw dossier weer aanhaakt bij de actualiteit en Lodewijk de figuur IJzerbroot al sinds 1966 tekent, blijft hij vrijwel onveranderd: vanaf het allereerste Dossier A draagt IJzerbroot bij voorkeur een grijs kostuum, zwarte das en pochet, en er is geen rimpel of grijs haartje te ontdekken. Slechts in Dossier Q heeft hij kort een baard en snor.

## Geschiedenis van de reeks
In 1966 stelde Peter Middeldorp, toenmalig hoofdredacteur van het stripblad Pep, aan Jan Kruis voor om een strip te maken die een parodie zou zijn op James Bond. Kruis wees dit idee af, maar verwees Middeldorp door naar Lodewijk die de strip begon. Kruis bedacht ook de naam IJzerbrood waar Lodewijk later IJzerbroot van maakte. Agent 327 verscheen datzelfde jaar in Pep. De voornaam Hendrik ontleende Lodewijk aan de stuntelige politicus Hendrik Koekoek. De achternaam IJzerbroot is waarschijnlijk een verbastering van de naam van de verzetsman Bernardus IJzerdraat.
In 1968 kwam het eerste album Dossier Stemkwadrater uit. Na het verdwijnen van Pep in 1975 en opvolger Eppo volgde vanaf 1985 een lange pauze. Na De schorsing (een solo-avontuur van Olga Lawina waarin Agent 327 een bijrol had) verschenen geen nieuwe vervolgverhalen meer van Agent 327, behalve Cacoïne en commando's in 1990, maar de voorpublicatie van dit verhaal werd voortijdig afgebroken. Het is later uitgebracht als volwaardig album. Op 25 mei 2000 begon een nieuw Agent 327-avontuur, ditmaal in het Algemeen Dagblad. Martin Lodewijk ging naar eigen zeggen weer strips tekenen omdat hij niet wilde overlijden als een reclametekenaar, maar als striptekenaar. Blijkbaar had hij in de stille jaren met genoeg ideeën rondgelopen, want van 2000 tot en met 2005 verschenen acht 'dossiers'. Vervolgens duurde het zo'n tien jaar voor het volgende album uitkwam: De Daddy Vinci Code. Na een voorpublicatie in Eppo verscheen het twintigste album in 2015. In 2021 zijn integrale herdrukken van de albums uitgegeven door Uitgeverij L. Sinds de heroprichting van het stripblad Eppo in 2009 verschijnt Agent 327 weer regelmatig in dat blad.

## Hommage
Als hommage publiceerde Eppo tussen 2017 en 2019 eenentwintig korte verhalen door andere schrijvers en tekenaars. Deze hommageverhalen zijn gebundeld in twee albums.

## Stijl
Agent 327 is een humoristische stripreeks, die evenwel goed gedocumenteerd is. De verhalen spelen zich af in het heden, maar de aanleiding voor avonturen vindt haar oorsprong nogal eens in de Nederlandse geschiedenis. De sfeer en de humor in de strip verwijzen nadrukkelijk naar Nederlandse plaatsen, personen, reclamespots, televisieseries, stripverhalen, politici en andere Nederlandse culturele fenomenen. Zo spelen veel verhalen zich af in Rotterdam (de woonplaats van Martin Lodewijk) en wordt er regelmatig verwezen naar zaken die actueel waren toen het verhaal werd gepubliceerd, of die vooral in Nederland bekend zijn.
Typisch voor de tekenstijl zijn de karikaturaal getekende gezichten. De mannen hebben meestal grote neuzen en oren. De achtergronden zijn echter realistischer getekend en de actie is erg dynamisch getekend. De serie heeft hierdoor duidelijke gelijkenissen met de klare lijn.

### Antiheld
Hoewel IJzerbroot het hoofdpersonage is en kenmerken van heldhaftigheid vertoont, is hij met name in de latere albums eerder een antiheld. Daarbij fungeert Olga Lawina als heldin omdat zij, weliswaar bijgestaan door 327, de werkelijke problemen oplost. Ook in de eerste verhalen van de reeks was IJzerbroot een onhandige antiheld. Hoewel Agent 327 bedacht is als parodie op James Bond is IJzerbroot geen vrouwenversierder. Hij reageert eerder een beetje verlegen op de aanwezigheid van vrouwelijk schoon.

### Humor
Martin Lodewijk verwijst vaak met veel spot naar authentieke gebeurtenissen en bekende personen. Zo is bijvoorbeeld een van de hoofdpersonen, Olga Lawina, gebaseerd op de zangeres Olga Lowina. In Dossier Stemkwadrater komt de zangeres Maria Callas voor als Maria Brallas. Een op Gert en Hermien geïnspireerd zangduo komt in de strip voor als Gerda en Herman Timmerhout; hun Denk toch altijd met liefd' aan je moeder wordt veelvuldig gebruikt als martelnummer. Ook verschijnen er regelmatig fictieve landen in de verhalen, gebaseerd op echte landen, onder andere de landen: Zakkestan, Kwaïti, Marihuwijne en Colombuela. Veel namen van echt bestaande personen, landen, fenomenen worden verbasterd tot woordspelingen. Zo kijken de personages bijvoorbeeld vaak naar de soap Slechte Tijden, Klote Tijden. Verder is er sprake van het vliegdekschip Karel Portier, dat gebaseerd is op het Nederlandse vliegdekschip Karel Doorman.
Een groot verschil met de eerste albums van de reeks en de latere jaren is dat de humor in de jaren zestig op een jonger publiek gericht leek: zo kwam in de verhalen een 'Minister van Buitengewone Zaken' voor. Agent 327 beleefde korte avonturen van vier pagina's waarin zijn missies juist regelmatig mislukten. Naarmate Lodewijk langere, albumvullende verhalen ging schrijven werd de strip avontuurlijker. De humor werd hierbij ook meer volwassen. Sinds de hervatting van de strip in 2000 komen er ook veelvuldig grappen over borsten en prostituees in de strip voor.

### Terugkerende grappen
Agent 327 bevat ook enkele running gags. Zo probeert IJzerbroot aan het begin van elk album tevergeefs zonder op te vallen op zijn kantoor te verschijnen. Zijn vermommingen hebben nooit het gewenste resultaat. Hij besluit ook elke keer opnieuw met: "Grrrutjes-nog-aan-toe, wat een geheim agent toch allemaal niet moet doen om incognito op zijn werk te verschijnen." Geleidelijk aan werd hierbij ook de running gag geïntroduceerd dat de vermommingen niet erg effectief zijn: als hij onderweg is herkennen huisvrouwen op straat hem gewoon als "die geheim agent". Ook de identiteit van Victor Baarn is een terugkerende grap. Alle bedrijven in de reeks heten Habraken; Lodewijk gaf zelf toe te lui te zijn om telkens andere namen te bedenken. (Overigens heten de "auteurs" van de vier sinds februari 2004 gepubliceerde albums The Making of Agent 327 ( nrs 0 t/m 3) allen Habraken: W.F, Anton, Stef en Pol.)

### Verwijzing naar eigen leven
Martin Lodewijk tekende zichzelf voor het eerst in de strip in Dossier Stemkwadrater, als lid van de Endatteme jugband; hun optreden wordt niet gewaardeerd. Daarna komt hij vaker, meestal terloops, voor in de serie: in Dossier Heksenkring speelt hij gitaar in de band Chickenfeed; hij is te zien als kraker in De gesel van Rotterdam; hij zit eenzaam in een kroeg in Amsterdam te drinken in De golem van Antwerpen; hij staat zingend voor het Centraal Station Amsterdam in Hotel New York en in Het oor van Gogh; in dat laatste deel bekijkt hij op de laatste pagina het schilderij van Vincent van Gogh. In het verhaal De Daddy Vinci Code heeft Lodewijk een meer inhoudelijke rol als Agent 010, de archivaris van de Nederlandse Geheime Dienst.

## Trivia
- Het in 1999 verschenen album Dossier Minimium Bug (2,6 × 3,7 cm) is houder van het wereldrecord kleinste stripalbum.

## Cameo's en verwijzingen
- In het Sjors en Sjimmie verhaal "Raadsels op Schiermeeuwenoog" (1972), getekend door Jan Kruis, bevindt Agent 327 zich, in pyama, op strook 4B onder de vakantiegangers die in paniek de veerboot verlaten.
- Agent 327 en Martin Lodewijk hebben in het tweede album van Jan, Jans en de kinderen een gastoptreden in de gag waarbij Jans van haar nieuwe baan bij een bank komt. Als tegenprestatie krijgt tekenaar Jan Kruis in Dossier Nachtwacht een belangrijke bijrol als de schilder Jan Tromp die De Nachtwacht vervalste.
- In het tweede deel van de stripreeks Van Nul tot Nu op blz. 11, staat Agent 327 als suppoost naast De Nachtwacht. Dit is een verwijzing naar het album Dossier Nachtwacht.
- In de Eppo-gag uit nr. 10 van 1982 maakt Agent 327 zijn opwachting als een van de stamgasten in het biljartcafé. Onder het genot van een pilsje voert hij een gesprek met zijn collega Franka.
- In een Sjors en Sjimmie-gag uit 1982 zingt Sjors een Engelstalige versie van Denk toch altijd met liefd' aan je moeder. De Kolonel luistert met watjes in zijn oren en doet alsof hij het prachtig vindt.
- Agent 327 heeft een gastoptreden in het Kiekeboealbum Bij Fanny op schoot en in een gag van Elsje (Eppo 22-2009) staat hij opgesteld als een van de mogelijke daders (naast Franka en Leonardo) die Elsje op brute wijze van haar Eppo heeft beroofd.
- Agent 327 heeft ook een gastoptreden in het Nero-album De kroon van Elisabeth, bladzijde 10, strook 4, waar hij de straat oversteekt niet ver van waar Madam Pheip en Oscar Abraham Tuizentfloot staan.
- 327 is een terugkerend getal in strips met of zonder betrokkenheid van Martin Lodewijk.